# Minotaure

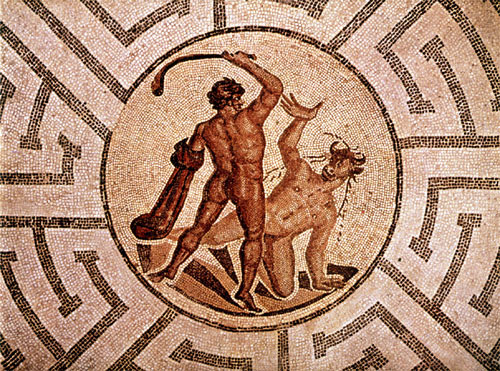
Teseu derrotant el Minotaure dins el laberint

El minotaure (del grec Μινόταυρος) era un monstre amb cos d'home i cap de bou. El mite té la seva versió més completa a la Biblioteca d'Apol·lodor. El seu nom significa 'Brau de Minos', i era fill de Pasífae, fecundada pel brau de Creta. Va ser tancat en un laberint dissenyat per l'artesà Dèdal, fet expressament per a retenir-lo, situat probablement a la ciutat de Cnossos, a l'illa de Creta. Durant molts anys, homes i dones van ser duts al laberint com a sacrifici per a ser l'aliment de la bèstia fins que la vida d'aquesta va acabar a mans de l'heroi Teseu.

## Història
En la mitologia grega, Posidó, déu del mar, va enviar un bou blanc al rei Minos de Creta perquè el sacrifiqués en el seu honor. El rei Minos es va quedar meravellat davant de la bellesa de l'animal i, en comptes de sacrificar-lo, el va guardar entre els seus ramats, cosa que provocà la ira de Posidó. El déu es va venjar d'aquesta traïció fent que la dona del rei, Pasífae, s'enamorés bojament d'aquell bou blanc. Sota les ordres de la reina, Dèdal que era un inventor de l'època va fer una vaca de fusta, on Pasífae es va amagar. Així, Pasífae, va poder consumar el seu amor amb el bou blanc. De la seva unió va néixer el minotaure, un monstre amb el cos d'home i el cap de bou.
Minos, després de consultar un oracle, va ordenar a Dèdal que construís el famós Laberint i el monstre hi va ser tancat.
Durant aquella època, la principal ciutat que rivalitzava amb Creta pel domini del Mediterrani era Atenes. Egeu, rei d'Atenes, sospitava que Androgeu, fill de Minos, planejava una rebel·lió contra ell. En una ocasió en què Androgeu havia acudit a Atenes per a participar en uns jocs, Egeu va ordenar matar-lo.
Minos va viatjar a Atenes buscant una explicació i un culpable per a la mort del seu fill i, com que no va trobar ni una cosa ni l'altra, va decidir venjar-se. Minos va enviar una expedició de càstig que va assolar tota la regió i va imposar un tribut especial a Atenes. El tribut consistia en el fet que, cada nou anys, els atenencs havien d'enviar set nois i set noies a Creta, destinats a ser menjats pel Minotaure.
Però Egeu tenia un fill anomenat Teseu i, quan aquest tribut havia de ser enviat per tercera vegada, Teseu es va oferir voluntari per ser inclòs entre els elegits.
Un cop a Creta, i abans de ser tancat dins del Laberint, Teseu va conèixer Ariadna, filla de Minos. Ariadna es va enamorar de Teseu i va decidir ajudar-lo donant-li un cabdell de fil. Així, després de matar el Minotaure, Teseu podria trobar el camí de sortida del Laberint només seguint el fil que havia anat desenrotllant prèviament. Teseu va trobar el Minotaure, va lluitar amb ell cos a cos i el va matar (els joves eren tancats al Laberint sense armes), i alliberà així als atenesos d'haver de pagar el tribut de sang.
Aquesta història simbolitza el triomf de la civilització (Teseu arriba de Grècia, bressol aleshores de la cultura) sobre la barbàrie (el monstre).